# ミニジョブ
ミニジョブ（ドイツ語: Minijob）とは、賃金平均月額が556ユーロ以下、又 一年間の労働日数が3か月以下若しくは合計で70日以下の僅少の雇用（geringfügige Beschäftigung）のことである。2003年から2004年にかけてドイツで導入された労働市場改革政策のひとつ。軽微就業とも言う。
2022年9月30日までは賃金平均月額が450ユーロ以下が条件であったが、同年10月1日に時給12ユーロ引き上げに伴い、520ユーロへと増額した 。
2025年1月1日に賃金平均月額が、556ユーロに増額した。

## 概要
2003年以前のドイツ国内では、産業別（産別）の労働組合と経営者団体の間で取り交わした労働協約によって、産別で最低賃金が決まっていた。
2003年から2004年にかけて、同国のゲアハルト・シュレーダー政権（SPD）は、それまで労働者に手厚いと言われていたドイツ伝統の労働政策を見直し、派遣労働、期間労働の解禁に加える形で、この制度を導入した。
制度導入当初は、労働時間が週15時間以内の場合のみに限定されていたが、2003年にミニジョブの報酬上限を325ユーロから400ユーロに引き上げた代わりに、週労働時間の制限を解除し、時給の下限を最低賃金制度導入（2015年1月）まで事実上廃止した。そして、2013年1月1日に450ユーロへ、2022年10月1日に時給12ユーロ引き上げに伴い520ユーロへと引き上げられた。2025年1月1日に556ユーロに引き上げられた。
月収が556ユーロ以下だと、ミニジョブについては、最低賃金や休暇など通常の労働者と同様の労働の権利が認められる。一方で、労災保険は適用されるが、その他の社会保険（医療、介護、失業）は適用されない。 ミニジョブ労働者は、所得税と社会保険料の労働者負担分が免除される。 年金保険については、2013年からミニジョブ労働者も原則加入義務対象（2023年6月時点で総収入の3.6%の保険料負担）となったが、労働者が使用者に文書で適用除外を申請すると免除される 。一方で、使用者の社会保険料負担は免除されず、税金（税金 2%）、健康保険（13%）、年金保険 (15%) 、賦課金（1.4%、内訳：病休補償の1.1%、出産休業補償の0.24%、企業破産補償金の0.06%）の計31.4%の保険料負担義務がある。これは、使用者が保険料負担を逃れる目的でミニジョブを利用しないための措置である。また、ミニジョブにおける使用者負担は2006年7月1日より25％から30％に引き上げられた。そして、使用者はミニジョブ労働者に支払う給与額の最高31.4%を、社会保険料としてミニジョブセンター（Minijob Zentrale）に納める。 このほか使用者は所属の職業組合に対して、労災保険の保険料を納める義務がある。
社会保険加入義務がある「本業」に従事しながら、1つのミニジョブを行う場合は、本業の賃金と合算しなくてよい。 
また、2023年3月時点でのミニジョブ労働者は約741万9,800人であった。このうち、ミニジョブの専業従事者は約415万7,700人で、本業のほかに税負担のない副業としてミニジョブに従事する者は約326万2,300人であった。多くは、小売、飲食、宿泊、保健・医療施設、福祉施設、ビル清掃業などのサービス分野で働いている。ただし、この人数には、（1）自営で副業を行っている者、（2）月収520ユーロを超えて副業を行っている者は含まれていない。　他方、ドイツ労働市場・職業研究所（IAB）の調査によると、2017年第2四半期の時点で、307万人の就業者が、本業のほかに副業を行っていた。 また、ドイツ統計局によると、2017年第2四半期の就業者数は約4,421万人であった。従って、当該時期に307万人が副業をしている場合、就業者全体に占める割合は約6.9%相当と思われる。そして、この人数は、IABの労働時間算出レポート（IAB-Arbeitszeitrechnung）に基づき、官吏や自営業者も含んだ数値となっている。副業者数は2002年までは125万人前後で伸び悩んでいたが、 2003年の第3四半期に強い上昇トレンドが突然始まり、2017年までに2.5倍近く増加した。この2003年以降の急激な上昇には、前述のミニジョブの法改正（2003年）が影響している。
副業者のうち、90%がミニジョブの枠内で副業をしていた。 また、IABの分析では、副業者は、全年齢階級で女性の方が多く、中高年層（40～50歳）が占める割合が最も多かった。また、本業の収入が低い方が、そして、フルタイムよりもパートタイム労働者の方が、副業をする確率が高かった。
社会経済パネル調査(SOEP:ドイツ経済研究所[DIW]がインフラテスト社会研究所の協力を得て運営管理する年単位のパネル調査である。旧西ドイツ地域では1984年以降、旧東ドイツ地域では1990年以降、毎年実施。調査対象は，約1.1万世帯の2万人以上に上り、世帯員個人に関する就業状態や仕事属性、婚姻・学歴等の個人属性が得られる。)を用いたミニジョブ分析を行ったハンスベックラー財団のドロテア・ヴォス研究員は、「副業でミニジョブ労働をする者は、主に二通りに分かれる。ある者にとってミニジョブは"頼みの綱"であり、また別の者にとっては単なる"節税のため"である。前者の多くは女性で、彼女らは生活(困窮)のためにミニジョブ労働をしている。また、その場合、往々にしてパートタイムとミニジョブを組み合わせるケースが多く、特に離婚した女性が多い」と述べる。一方で、ミニジョブを副業とする男性は、経済的に裕福な階層に属していることが多く、「税金を払わずにいくらかの副収入を得たいと考える有資格専門職の者が多い」と同研究員は説明する。
なお、賃金平均月額が 520.01ユーロ以上2,000ユーロ以下（2019年7月～2022年9月までは、450.01ユーロ以上1,300ユーロ以下。同年10月～12月の間は520.01ユーロ以上1,600ユーロ以下）の雇用は、ミディジョブ（Midijob）と呼ばれ、社会保険が適用される。ただし、労働者負担分の保険料については、 所得に応じて減額される。一方で、事業主は、通常の保険料を負担する。年金保険料については、保険料が減額されても満額支払ったとみなして年金額が計算される。

## 問題点
この制度の導入を検討していた段階から、シュレーダー政権にはそれまでの社会民主党のあり方を捨て、新自由主義に舵を切ったという批判が、主に社会民主党の支持基盤である労働組合から出ていた。更に改正後、ミニジョブの労働者数は増加したが、労働組合からは、社会保険加入義務がある通常の雇用が低賃金のミニジョブに置き換えられ、低賃金セクターを拡大させる要因になっているとの批判が繰り返しなされている。また、ミニジョブを含む非正規雇用でのみ働く労働者の老後の貧困リスクも懸念されるようになっている。
更に、前述したハンスベックラー財団のドロテア・ヴォス研究員は、「特にパートタイムとミニジョブの組み合わせは女性たちにとって"困難な道"になる。社会保険加入義務のあるフルタイムと比較すると、ミニジョブを副業に持つ女性たちが将来獲得する年金は非常に少ないからである」と分析する。同財団の経済社会研究所(WSI)前所長、ハルトムート・ザイフェルト氏も「ミニジョブを含む非正規雇用は、ドイツの雇用労働者全体の4割弱に達しており、その中には"老後の貧困問題という時限爆弾"を抱える人が多く、特に女性はその傾向が高い」と警告する。
ミニジョブによって、ドイツ国内での時給は実質的に削減されるようになったが、ワーキングプアなどの問題から、2015年から2017年にかけて、段階的に法定最低賃金制度が導入されることになった。
しかし、導入されたに関わらず、2015年時点で、約半数（50.4％［5.5ユーロ未満：20.1％　5.5～8.49ユーロ未満：30.3％］）が最低賃金未満の時給額で働いていた。なお、ミニジョブ労働者も含めた人数であるが2019年4月時点で、労働者の約52.7万人が最低賃金を下回る時給で働いており、前述のミニジョブ労働者数から見ても、最低賃金未満のミニジョブ労働者が減少していることが窺われる。

そして、2013年1月から所得上限を月額400ユーロから450ユーロに引き上げると同時に、原則としてミニジョブ労働者も年金保険加入義務の対象とした。しかし、これまでのところ、大多数のミニジョブ労働者は、使用者に文書で適用除外を申請し、年金保険の労働者負担分を免がれて働いているのが実態である。
更に、IABの実態調査によると、ミニジョブ労働者の3分の1は有給休暇がなく、過半数は、疾病時の賃金継続支払い(労働者が病気をして休暇を取得する場合に、使用者は6週間にわたって従前の賃金の100％支払う義務がある)を受けていなかった。
さらに無期雇用のミニジョブ労働者の15％強は「労働契約書を使用者から受け取っておらず、主要な労働条件についても伝えられなかった」と回答している(全雇用労働者における同割合は3.5％のみ)。調査からは、ミニジョブ労使双方が請求権や権利の存在を知らないか、または知っていたとしても、それが現場で行使されていない現状が明らかになった。
また、ミニジョブに対する考え方は、労使で異なる。ドイツ使用者団体連盟（BDA）は、「闇労働（社会保険料負担などから逃れる目的で届出なしに行われる労働）の防止に重要な役割を果たしている」として評価している。一方、ドイツ労働総同盟（DGB）は「社会保険義務のある雇用を空洞化させ、低賃金セクターを固定・拡大させる要因になっている」として、 批判的に捉えている。IABも調査の分析の結果、ミニジョブ労働者の社会保険負担免除は、低所得者の副業を加速させ、公平性を欠いた制度だとして懐疑的な立場をとる。
その理由として、
- ①ミニジョブによる税・社会保険制度の免除は、低所得者だけでなく、（社会政策上支援が不要な）高所得者も恩恵を受ける点
- ②ミニジョブの所得が収入において重要な位置を占める低所得者層に対しては、職業上の持続的な発展が定かでない（(キャリア形成がしづらい）点
- ③年金制度の維持に殆ど貢献しない点
- ④ミニジョブ労働者（特にパートタイムとミニジョブの組み合わせで働く女性等）の老後の貧困リスクが増すことになる点

などを挙げている。調査を統括したIAB のエンゾ・ヴェーバー氏は、「重要なのは、本業で収入を得る可能性を向上させることであり、本業に専念し、本人が望む労働時間で働き、キャリア形成を構築することが、老後の貧困リスクを減らすことにもつながる。低所得者に対しては、通常の税・社会保障上の優遇措置で対応が可能であり、ミニジョブを通じて税・社会保険料を免除することは、誤った道へ導くことになる」と結論付けている。
また、コロナウイルス感染症2019流行により経済が悪化した際、ミニジョブ労働者が「操業短縮手当(KuG) 」（日本の「雇用調整助成金」に当たり、操業短縮手当をモデルに雇用調整助成金制度が創設されている。）の保護対象外であっため、2021年1月時点で前年同月比で約9.5％減少しており、ミニジョブ労働者の割合が多い飲食・宿泊業においてはロックダウンの影響により2020年9月時点でその産業で働く労働者数が前年同月比で6.5％減少しており、多くのミニジョブ労働者の解雇が真っ先に行われた可能性があることが指摘されている。